# Kenneth Younger
Pour les articles homonymes, voir Younger.
Kenneth Gilmour Younger (15 décembre 1908 - 19 mai 1976), est un homme politique britannique.

## Biographie
Il est membre de la Chambre des communes de 1945 à 1959.
Il est Secrétaire d'État à l'Intérieur du cabinet fantôme de 1955 à 1957.

## Sources
- (en) Cet article est partiellement ou en totalité issu de l’article de Wikipédia en anglais intitulé « Kenneth Younger » (voir la liste des auteurs).